# 그랑디디에자유꼬리박쥐
그랑디디에자유꼬리박쥐(Chaerephon leucogaster)는 큰귀박쥐과에 속하는 박쥐의 일종이다. 마다가스카르의 토착종이다. 자연 서식지는 아열대 또는 열대 기후 지역의 건조림과 건조 사바나 지역이다. 서식지 감소로 위협을 받고 있다.